# Monsieur Lundi
Monsieur Lundi est une nouvelle de Georges Simenon, publiée en 1936. Elle fait partie de la série des Maigret.

## Historique
La nouvelle est écrite à Neuilly-sur-Seine en octobre 1936. Sa publication pré-originale a lieu dans le quotidien Paris-Soir-Dimanche (supplément), no 52 du 20 décembre 1936.
La nouvelle est reprise dans le recueil Les Nouvelles Enquêtes de Maigret en 1944 chez Gallimard.

## Résumé
L'intrigue se déroule en France, en Île-de-France. Devant la grille noire d'un petit hôtel particulier de Neuilly-sur-Seine, Maigret marque un temps avant de sonner. Lorsqu'on vient lui répondre, il remet sa carte de visite à son interlocuteur et demande à voir le docteur Barion. Le médecin le reçoit dans son cabinet. Il a les yeux cernés et le teint pâle d'un homme qui n'a pas dormi depuis plusieurs jours. Trois semaines plus tôt, la bonne du docteur, une jeune Bretonne nommée Olga Boulanger, a été retrouvée morte dans cette même maison. Bien que le décès d'Olga ait été assez mystérieux, le médecin de l'état civil a délivré le permis d'inhumer.

## Éditions
- Édition originale : Gallimard, 1944
- Tout Simenon, tome 24, Omnibus, 2003  (ISBN 978-2-258-06109-5)
- Folio Policier, n° 679, 2013  (ISBN 978-2-07-030451-6)
- Tout Maigret, tome 10, Omnibus,  2019  (ISBN 978-2-258-15349-3)

## Adaptation télévisée
- Sous le titre Maigret chez le docteur, téléfilm de Claudio Tonetti, avec Bruno Cremer, diffusé en 2004